# Mannhai
Mannhai ist eine finnische Stoner-Doom-Band aus Helsinki, die im Jahr 1999 gegründet wurde.

## Geschichte
Die Band wurde Ende 1999 von Bassist Olli-Pekka Laine (ex-Amorphis) und Gitarrist Ilkka Laaksomaa gegründet. Kurz darauf kam Schlagzeuger Mikko Pietinen hinzu. Innerhalb von vier Monaten nahm die Band ihr erstes Demo auf. Durch das Demo wurde der ehemalige Xysma-Sänger Joanitor Muurinen auf die Band aufmerksam und trat dieser kurz darauf bei. Außerdem erreichte die Band einen Vertrag bei Spinefarm Records.
Das Debütalbum The Sons of Yesterday's Black Grouse erschien im Jahr 2001 bei diesem Label in Finnland, bzw. im restlichen Europa bei Nuclear Blast. Im Jahr 2002 erschien mit Evil Under the Sun bereits das nächste Album, jedoch dieses Mal ohne die Unterstützung von Nuclear Blast, sodass das Album nur als Import erhältlich war. Nach der Veröffentlichung folgten einige, vereinzelte Auftritte. Im Jahr 2004 erfolgte mit The Exploder die Veröffentlichung des dritten Albums. Auf dem Album war mit Keyboarder Kasper Martenson ein weiteres Ex-Amorphis-Mitglied zu hören. Nach der Veröffentlichung verließ Sänger Muurinen die Band und wurde durch Honcho-Sänger Trond Skog ersetzt. Danach folgte im April 2005 eine Tour durch Europa zusammen mit The Awesome Machine. Während der Tour verließ Skog die Band wieder, sodass er durch Pasi Koskinen, ebenfalls ehemaliges Amorphis-Mitglied, ersetzt wurde. Gegen Ende Juni 2006 erschien das nächste Album Hellroad Caravan bei Dockyard 1. Im Jahr 2006 belegte die Single Spaceball eine Woche lang die Spitze der Charts.

## Stil
Die Band spielt eine Mischung aus Stoner Rock und Doom Metal, wobei auch teilweise Anleihen aus dem Blues gezogen werden. Klanglich lässt sich die Musik mit Bands wie Spiritual Beggars, The Who und Kyuss vergleichen.

## Diskografie
- 2001: The Sons of Yesterday's Black Grouse (Album, Spinefarm Records (Finnland), Nuclear Blast (Europa))
- 2002: Evil Under the Sun (Album, Spinefarm Records)
- 2003: Spiritraiser (Single, Spinefarm Records)
- 2004: Rock to the Top (Single, Spinefarm Records)
- 2004: The Exploder (Album, Spinefarm Records)
- 2005: Spaceball (Single, Bull’s Eye Records)
- 2006: Hellroad Caravan (Album, Dockyard 1)
- 2006: Under the Sign of the Wolf (Split mit Reverend Bizarre, The Church Within Records)